# Via Vittorio Veneto
Via Vittorio Veneto, comunemente chiamata via Veneto, è un'elegante strada del centro storico di Roma che da piazza Barberini conduce in salita alla Porta Pinciana, nel rione Ludovisi. Nel suo tratto iniziale, separa questo rione da quello di Colonna.

## Storia

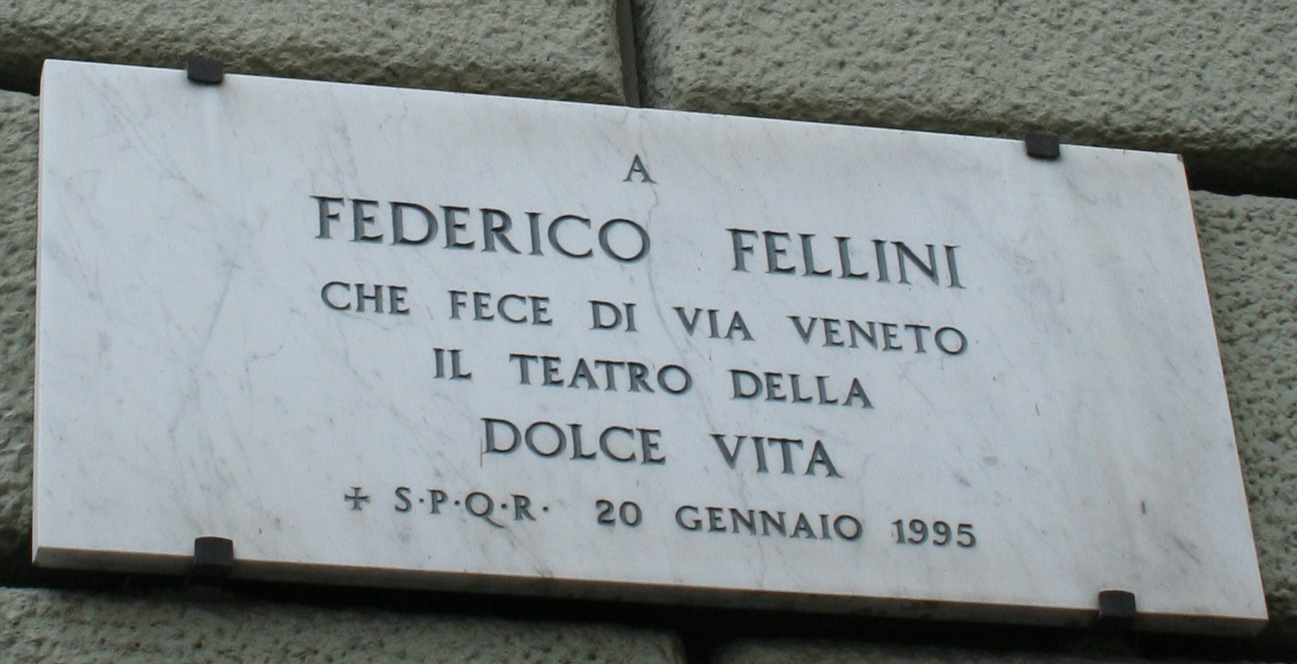
Targa a Federico Fellini

Fu tracciata alla fine dell'Ottocento al posto di Villa Ludovisi. Inizialmente, come altre vie del rione, era dedicata alla regione italiana omonima. Dopo la prima guerra mondiale, con delibera della Giunta Municipale n. 37 del 25 ottobre 1919, le fu cambiato il nome a ricordo della battaglia di Vittorio Veneto.
Deve la sua fama all'essere stata il fulcro del periodo della Dolce Vita, grazie alla presenza di numerosi e rinomati caffè come l'Harry's Bar, il Café de Paris (chiuso nel 2008) e il Doney, e di hotel di lusso come l'Excelsior. Era frequentata da attori, cantanti e altre celebrità del jet-set internazionale, oltre che da giornalisti e fotografi a caccia di scoop. 
La sua fama venne sancita definitivamente attraverso il film di Federico Fellini La dolce vita, che tuttavia ricostruì la strada negli studi di Cinecittà, e da cui nacque il termine "paparazzo" per indicare i fotografi specializzati nel riprendere personaggi famosi.

## Descrizione
Nella parte bassa, che corrisponde all'antica piazza dei Cappuccini, vi sono i monumenti più antichi: la fontana delle Api e la Chiesa di Santa Maria Immacolata con la celebre cripta dei Cappuccini.
A circa metà strada, nel Palazzo Margherita, si trova l'Ambasciata degli Stati Uniti. Vi hanno inoltre la sede due ministeri: quello dello Sviluppo economico e quello del Lavoro e politiche sociali. 
La via termina alla Porta Pinciana nelle Mura aureliane, con il largo dedicato a Fellini.

### Monumenti
Da piazza Barberini verso porta Pinciana si trovano i seguenti monumenti d'interesse storico-artistico:
- Fontana delle Api (XVII secolo)
- Palazzo Coppedé
- Chiesa di Santa Maria Immacolata, con la cripta dei Cappuccini (XVII secolo)
- Palazzo Piacentini, sede del Ministero dello sviluppo economico
- Palazzo Marco Biagi, sede del Ministero del lavoro e delle politiche sociali
- Hotel Majestic
- Hotel Balestra
- Hotel Palace
- Fontana del cane
- Palazzo Margherita, sede dell'ambasciata statunitense, con le annesse Fontana del Tritone e Villino Piombino
- Hotel Excelsior
- Hotel Flora
- Jumeirah Grand Hotel
- Porta Pinciana